# Абдеры
Абде́ры, Абде́ра (др.-греч. Ἄβδηρα, лат. Abdera) — древний город во Фракии, на мысе Булустра (Μπουλούστρα) к востоку от устья реки Нестос, впадающей в Эгейское море. Жители древнего города назывались абдеритами. В 6 километрах к северу от руин Абдеры находится малый город Авдира в Греции.

## История

### Античный период
Согласно местному мифу, в древности Абдеры основал Геракл на том месте, где его любимец Абдер был разорван конями Диомеда.
По всей вероятности, на этом месте находилась древняя финикийская колония.
Греческий город был основан около 656 года до н. э. выходцами из города Клазомены в Ионии, которых возглавлял некий Тимесий Клазоменский. Вскоре после переселения греков колония была разрушена фракийцами. Около 545 года до н. э. или 541 года до н. э. город был заново отстроен жителями ионийского города Теоса, соседнего с Клазоменами. Жители Теоса, среди них был поэт Анакреонт, переселились на новое место всем городом, не желая оказаться под властью Персии в лице Гарпага, военачальника Кира II Великого.
После битвы при Ладе и разрушения Милета в 494 году до н. э. Абдеры оказались под властью Ксеркса I.
По окончании греко-персидских войн в V веке до н. э. город обрёл независимость и могущество и стал процветать. Благосостояние Абдер основывалось главным образом на экспорте зерна и торговле с фракийцами.
Однако в 452 году до н. э. город был вынужден присоединиться к Афинскому морскому союзу, в котором стал играть видную роль. Когда по расторжении этого союза (411 до н. э.) независимость была возвращена, Абдерам пришлось самостоятельно отражать нападения соседей. В 376 году до н. э. город сильно пострадал от вторжения фракийского племени трибаллов. В 352 году до н. э. город Абдеры был захвачен македонским царём Филиппом II, утратили независимость и перестали чеканить монету.
По итогам 2-й Македонской войны в 196 году до н. э. город Абдеры получил статус вольного города из рук Рима. В 170 году до н. э. город Абдеры был разрушен в ходе Третьей Македонской войны. В составе Римской империи Абдеры оставался небольшим городом. Согласно археологическим данным, город был разрушен и покинут в правление Константина I Великого (306—337).
Вероятнее всего, пришёл в упадок при славянском завоевании Балкан в VII—VIII веках н. э.

### Византийский период
В византийский период существовал укреплённый город Полистилон (Πολύστυλον), впервые упоминаемый в 879 году.
В ходе гражданской войны в 1342 году город посетил Иоанн VI Кантакузин, который оставил здесь гарнизон. В том же году в заливе Вистониас (Όρμος Βιστωνίας) стал флот Алексея Апокавка, его противника. В 1343 году флот Айдыноглу Умур-бея пришёл на помощь Кантакузину. В 1344—1345 годах город был под властью Момчила.
В 1373 году Полистилон попал под власть османского султана Мурада I, город был разрушен и покинут.

## Археологический памятник

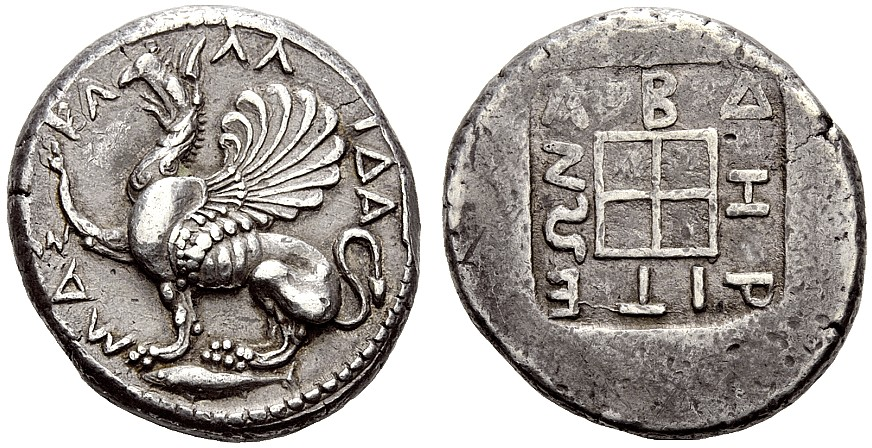
Тетрадрахма из Абдеры, около 473—448 годов до н. э.

Сохранились и были идентифицированы руины Абдер, включая остатки городских стен с башнями и воротами, театра, римских бань. Изучение руин началось в XIX веке, с 1950 года ведутся систематические археологические раскопки. В ходе раскопок были обнаружены в большом количестве терракотовые статуэтки местного производства, скульптуры, мозаики. Исследован некрополь архаического и классического периодов.

## Жители
Абдеры считались, по крайней мере, в поздней античности, а возможно, и в Греции классического периода каким-то захолустьем, а их граждане слыли наивными простаками. Их имя вошло в пословицу и стало именем нарицательным. Происхождение этого мнения некоторыми древними писателями, например, Ювеналом и врачом Галеном, приписывается климатическим условиям (автором мнения был будто бы Гиппократ).
Метафора «абдерит» ещё и в XX веке употреблялась для обозначения человека недалёкого (наивного), а также смешного провинциала. Сходный смысл имело в русском языке название «пошехонцы».
Несмотря на это, Абдеры был родиной многих знаменитых учёных: философов Демокрита, Протагора, Анаксарха, возможно, Левкиппа, и историка Гекатея.
Немецкий писатель Кристоф Мартин Виланд (1733—1813) написал сатирический роман «История абдеритов» (1774). Он опирался на традиционный образ абдеритов и создал занимательную историю глупых поступков. В этот город он перенёс и действие судебного процесса о тени осла, которое в сочинениях греческих авторов относилось к Афинам.